# Ulrich Ravnbøl
Jørgen Ulrich Ravnbøl (født 11. februar 1930 i København, død 30. juli 1998 i Gentofte) var en dansk revyforfatter.
Han var søn af skuespillerne Axel Emil Larsen og Inga Raun. Hans stedfader var fra 1940 forsvarsminister Harald Petersen.
Ulrich Ravnbøl blev i 1961 gift i Vor Frue Kirke i Aarhus med mannequin Lene Skytte Birkefeldt, og dannede fra 1988 par med kunstmaler Ilona Ösz.
Han havde en filmrolle som skuespiller i Historien om Barbara fra 1967.

## Karriere
- Nysproglig student fra Østre Borgerdyd Skole 1949
- Cand.jur. 1957
- Sekretær i Undervisningsministeriet 1957-60
- Informationschef på Tuborgs Bryggerier 1960-63
- Afdelingschef i Landbrugets Afsætningsudvalg 1963-65

## Priser
- Årets Revyforfatter (1984)
- Erna Hamiltons legat for Videnskab og Kunst (1985)